# Louis Van Delft
 (avril 2021).
Si vous disposez d'ouvrages ou d'articles de référence ou si vous connaissez des sites web de qualité traitant du thème abordé ici, merci de compléter l'article en donnant les références utiles à sa vérifiabilité et en les liant à la section « Notes et références ».
 (avril 2021).
Louis Van Delft (1938-2016), né David Cohen à Amsterdam, était professeur de langue et littérature françaises à l'université Paris-X, grand spécialiste des moralistes français et européens[réf. nécessaire].

## Biographie
Louis Van Delft choisit d’enseigner vingt-cinq ans à l’étranger (Allemagne, Cameroun, Canada, États-Unis). Il fut professeur invité notamment aux Universités de Düsseldorf, Harvard, Jérusalem, Pise, Yale[réf. nécessaire]. Il fut nommé professeur titulaire à l’Université Paris X en 1981. Lauréat à diverses reprises de l’Académie française et de l’Académie des Sciences Morales et Politiques, il reçut en 1988 le Prix de la Fondation Alexander von Humboldt pour la coopération scientifique entre la France et l'Allemagne.
Il tint de 1991 à 2001 la chronique dramatique des revues Commentaire et Théâtres du monde. 

## Publications
- La Bruyère moraliste, Droz, 1971
- Le Moraliste classique. Essai de définition et de typologie, Droz, 1982

- Prix Bordin 1983 de l’Académie française
- Le Tricentenaire des  Caractères, Biblio 17, 1989
- L’Esprit et la lettre, Narr, 1991
- Littérature et anthropologie. Nature humaine et caractère à l’âge classique, PUF, 1993; (trad. allemande, 2005)
- La Bruyère ou du Spectateur, Biblio 17, 1996
- Le Théâtre en feu : le grand jeu du théâtre contemporain, Narr, 1997
- Les Caractères de La Bruyère, Imprimerie nationale, 1998
- Les moralistes. Nouvelles tendances de la recherche, revue XVIIe Siècle, no 202, 1999
- Fragments et aphorismes de Nietzsche, Librio, 2003
- Frammento e anatomia, Il Mulino, 2004
- Contes libertins  de La Fontaine, Librio, 2004
- Les Spectateurs de la vie. Généalogie du regard moraliste, Québec, Presses de l’U. Laval, 2005; nouvelle édition, Paris, Hermann, 2013

- Prix La Bruyère 2006 de l'Académie française
- Les Moralistes. Une apologie, Gallimard, coll. Folio essais, 2008
- Perplexe, vagabonde, 2015